# Mord im Spiegel (Film)
Mord im Spiegel (Originaltitel: The Mirror Crack’d) ist ein britischer Kriminalfilm aus dem Jahr 1980 unter der Regie von Guy Hamilton. Jonathan Hales und Barry Sandler adaptierten hierzu Agatha Christies gleichnamigen Roman von 1962. Die Szenen entstanden in den Twickenham Film Studios, Twickenham, London und in Kent.

## Handlung
Das kleine englische Dorf St. Mary Mead, Heimat von Miss Marple, ist hocherfreut, als eine große amerikanische Filmgesellschaft entscheidet, dort einen Film zu drehen, der die Beziehung zwischen Maria Stuart und Elisabeth I., gespielt von den berühmten Schauspielerinnen Marina Rudd und Lola Brewster, erzählt. Marina reist mit ihrem Ehemann Jason, dem Regisseur, an. Als sie erkennt, dass Lola auch im Film mitspielen wird, reagiert sie cholerisch, da Lola und Marina sich nicht ausstehen können.
Kurz darauf stirbt Heather Babcock, ein Fan von Marina, auf einer Feier im Herrenhaus, nachdem sie einen vergifteten Cocktail getrunken hatte, der offensichtlich für Marina bestimmt war. Unmittelbar davor hatte Heather Marina in einem umfangreichen Monolog von einer früheren Begegnung in einem Theater erzählt, bei der Heather Marina geküsst hatte. Jeder glaubt nun, dass Marina das eigentliche Opfer hätte sein sollen, doch Inspektor Craddock, der den Fall bearbeitet, ist sich dessen nicht sicher, weswegen er seine Tante Miss Jane Marple um Hilfe bittet.
Eine Dienstbotin sagt während der Untersuchung aus, dass Marina während des Gesprächs mit Heather einen versteinerten Ausdruck angenommen und auf ein Gemälde einer Madonna mit einem glücklichen Kind von Giovanni Bellini gestarrt habe. Im weiteren Verlauf will Marina einen ihr angebotenen Kaffee als vergiftet erkannt haben und verweigert daraufhin seinen Genuss. Tatsächlich wird darin Arsen nachgewiesen. Sie erhält zusätzlich auch Morddrohungen und berichtet das auch Inspektor Craddock. Auch Ella, die Adjutantin des Ehemannes wird vergiftet.
Am Ende entdeckt Miss Marple, dass Marina in Wahrheit selbst die Täterin ist und die Morddrohungen sowie den Giftanschlag auf sich vorgetäuscht hat, um von ihr abzulenken. Sie hatte früher ein behindertes Kind bekommen, weil sie während der Schwangerschaft an Röteln erkrankt war. Während Heathers Monolog wurde Marina der Zusammenhang ihrer bisher ungeklärten Ansteckung bewusst, da Heather dabei auch beiläufig erzählte, dass sie damals die Krankheit hatte. Sie beschloss daraufhin, Heather aus Rache wegen ihrer verantwortungslosen Handlung mit Gift zu ermorden und hat es dann umgesetzt. Als Ella im Begriff war ihr auf die Schliche zu kommen, wurde auch sie von ihr ermordet. 
Als Miss Marple schließlich vorhat mit dem Einverständnis Craddocks Marina in ihrem Haus mit ihren Erkenntnissen zu konfrontieren und von ihrem Ehemann Jason deswegen verlangt, mit ihr deswegen zu reden, gesteht er ihr, dass er auch entdeckt hatte, dass Marina die Täterin ist. Sie hatte ihm nicht sofort über die Morddrohungen berichtet, obwohl sie es getan hätte, wenn sie wahr gewesen wären, so dass er so zum Schluss kommen musste, dass sie die Mörderin sein musste. Er wusste, dass es nur eine Frage der Zeit sein würde wann alles trotz ihrer Täuschung aufgedeckt werden würde, und dass er deswegen in der Nacht davor ihr Lieblingsgetränk gemacht hatte und es entsprechend vergiftet hatte, damit sie stirbt und so nicht noch mehr leiden muss. 
Beim Eintritt in ihrem Zimmer stellt sich aber heraus, dass Marina instinktiv erkannt hatte, was ihr Ehemann vorhatte und warum. Erkennend, dass seine Analyse über ihre Lage am Ende richtig war, trank sie nicht ihr Lieblingsgetränk und beging stattdessen in derselben Nacht mit ihrem eigenen Gift Suizid, um so nicht noch mehr leiden zu müssen und um ihrem Ehemann so diese Schuld ersparen zu können. Miss Marple berichtet dann Craddock über das Geschehene, der sich daraufhin um die letzten Angelegenheiten in diesem Fall kümmert,
Für eine ausführlichere Inhaltsangabe siehe den Roman Mord im Spiegel.

## Synchronisation
| Rolle              | Darsteller         | Synchronstimme     |
| ------------------ | ------------------ | ------------------ |
| Miss Jane Marple   | Angela Lansbury    | Gudrun Genest      |
| Ella Zielinsky     | Geraldine Chaplin  | Marianne Lutz      |
| Martin N. Fenn     | Tony Curtis        | Herbert Stass      |
| Inspektor Craddock | Edward Fox         | Jürgen Thormann    |
| Jason Rudd         | Rock Hudson        | Horst Schön        |
| Lola Brewster      | Kim Novak          | Hallgerd Bruckhaus |
| Marina Rudd        | Elizabeth Taylor   | Bettina Schön      |
| Cherry Baker       | Wendy Morgan       | Alexandra Lange    |
| Dolly Bantry       | Margaret Courtenay | Inge Landgut       |
| Butler Bates       | Charles Gray       | Heinz Palm         |
| Heather Babcock    | Maureen Bennett    | Rita Engelmann     |
| Major              | Eric Dodson        | Toni Herbert       |
| Vikar              | Charles Lloyd Pack | Hermann Wagner     |
| Dr. Haydock        | Richard Pearson    | Martin Hirthe      |

## Trivia
Pierce Brosnan hat einen nur wenige Sekunden langen Auftritt an der Seite von Elizabeth Taylor, ca. in der 76. Filmminute.
Der Originaltitel The Mirror Crack’d bezieht sich auf eine Zeile aus The Lady of Shalott von Alfred Tennyson (1. Baron Tennyson), die von Miss Marple zitiert wird: The mirror crack’d from side to side. Dies war auch der (längere) Originaltitel des Romans von Agatha Christie.

## Kritiken
„Betuliche, wenig aufregende Agatha-Christie-Verfilmung, die mangelnde Spannung durch hochkarätige Besetzung wettzumachen versucht: da die Geschichte im Filmmilieu spielt, bekommt eine Reihe von Leinwandstars vergangener Zeiten die Gelegenheit zu eitlen, selbstgefälligen Auftritten.“

„Angela Lansbury muss in dieser halbwegs spannenden Verfilmung nach Agatha Christie gegen die Erinnerung an Margaret Rutherford anspielen, die in den 60er Jahren die rüstige Amateurdetektivin verkörperte. Lansbury wurde besonders durch die TV-Serie Mord ist ihr Hobby weltweit bekannt. Bemerkenswert ist allerdings die internationale Starbesetzung.“

„Der Film hat ein Problem: Angela Lansbury ist nicht Margaret Rutherford. Denn so gut sie auch spielt, Rutherfords Verkörperung der Miss Marple wird immer unerreicht bleiben. Und auch die Nebenrollen bleiben für eine Agatha-Christie-Verfilmung erstaunlich blass. Zwar hat man ein enormes Staraufgebot aufgefahren, doch Elizabeth Taylor und Kim Novak sind weit von der Form früherer Tage entfernt.“

## DVD-Veröffentlichung
- Agatha Christies Mord im Spiegel. Kinowelt 2002.